# Рахманин, Олег Борисович
Оле́г Бори́сович Рахма́нин (7 октября 1924, Дмитров, Московская область, РСФСР, СССР — 4 августа 2010, Москва, Российская Федерация) — советский дипломат и партийный деятель, российский учёный. Член ЦК КПСС (1981—1989, кандидат c 1976); член ЦРК КПСС (1971—1976), депутат Совета Союза Верховного Совета СССР 10—11 созывов (1979—1989) от Киргизской ССР. Чрезвычайный и полномочный посол. Доктор исторических наук (1975), профессор (1977), китаевед. Член Западно-Сибирского отделения РАЕН.

## Биография

### Партийная и государственная карьера
В 1939 году, окончив неполную среднюю школу в Москве, Олег Рахманин стал курсантом 1-й Московской специальной артиллерийской школы, по окончании которой и после прохождения курса обучения в 1-м Томском артиллерийском училище он в 1943-м был направлен на фронт. В составе 8-й гвардейской воздушно-десантной дивизии лейтенант Рахманин в качестве начальника разведки артдивизиона участвовал в боях на Курской дуге. В сентябре 1943 года в одном из сражений получил тяжелое ранение. Из госпиталя он выписался в феврале 1944 года. Медицинская комиссия признала его ограниченно годным и отказала в просьбе снова отправить на фронт.
В конце 1945 году после демобилизации Рахманин был направлен в Министерство иностранных дел СССР. После учёбы и прохождения дипломатической практики в 1946—1949 гг. он работал в генконсульствах СССР в китайских городах Чанчуне и Харбине. Именно с Китаем в дальнейшем Рахманни свяжет свою жизнь и многогранную трудовую деятельность.
Возвратившись в 1949 году в Москву, Олег Борисович два года проработал в центральном аппарате МИД СССР. В 1951 году он был снова направлен в Китай, где прошел двухгодичное обучение в специальной школе китаеведения и окончил экстерном факультет истории международных отношений Народного университета в Пекине. Все это время до 1958 года О. Б. Рахманин исполнял обязанности второго, а затем первого секретаря посольства СССР в КНР. Благодаря хорошему знанию китайского языка он неоднократно был участником советско-китайских переговоров на высшем уровне, в том числе с высшими партийными деятелями КНР — Мао Цзэдуном, Лю Шаоци, Чжоу Эньлаем, Дэн Сяопином и другими (Чэнь Юнем).
В 1958—1960 годах Рахманин обучался в Высшей дипломатической школе МИД СССР (ныне Дипломатическая академия), а затем в течение трех лет работал советником советского посольства в Китае. С 1968 по 1986 гг. О. Б. Рахманин работал в Центральном Комитете КПСС, пройдя путь от референта до первого заместителя заведующего Отделом ЦК по связям с коммунистическими и рабочими партиями социалистических стран (1968—1987). О его работе там упоминает в своих воспоминаниях В. А. Медведев. По воспоминаниям помощника Андропова Синицина
Рахманин был ведущим «ястребом» в советско-китайских отношениях.
Параллельно с партийной деятельностью Рахманин продолжал работать и как научный деятель — в 1975 году он успешно защитил докторскую диссертацию.
Многолетняя работа Рахманина на дипломатическом поприще вновь активизируется в 70—80-е гг. В июле 1975 г. Олег Борисович избирается председателем Комиссии по иностранным делам Верховного Совета РСФСР. Затем в 1984 году он становится заместителем председателя Комиссии по иностранным делам Совета Союза Верховного Совета СССР. В 1985 году Указом Президиума Верховного Совета СССР ему присваивается ранг Чрезвычайного и полномочного посла.

### Общественная и научная деятельность
Находясь на руководящих постах в сфере советской внешней политики, содействовал раскрытию «белых пятен» в истории советско-китайских отношений, развитию отечественного китаеведения. С его усилиями связано открытие для научных исследований материалов архива Коминтерна, относящихся к Китаю, архивных документов КГБ о деятельности советских политических и военных советников, работавших в Китае и репрессированных впоследствии в СССР. Был также одним из инициаторов создания Всесоюзной ассоциации китаеведов и входил в состав её руководства.
Результаты его научной деятельности воплощены в ряде монографий, большом количестве брошюр, журнальных и газетных публикаций. Главная тема его исследований — история советско-китайских отношений в период после 1945 г., в которых нашли отражение важнейшие аспекты межпартийных и межгосударственных связей, ключевые моменты внешней политики двух стран. Он ввел в научный оборот большой объем новых данных, ставших важным источником для отечественных и зарубежных синологов. Его работы переведены на многие иностранные языки.
Серьёзное внимание в своих работах, которые в 60—80-е гг. публиковал под псевдонимами О. Б. Борисов, О. Владимиров, О. Иванов, он уделял проблемам внутреннего развития Китая. Анализу идеологической борьбы в КНР, содержания и практического преломления теоретических концепций Мао Цзэдуна во внутренней и внешней политике Китая посвящены, в частности, монография «Внутренняя и внешняя политика Китая в 70-е годы», книга «Страницы политической биографии Мао Цзэдуна».
В течение ряда лет был первым заместителем председателя Центрального правления Общества советско-китайской дружбы, которое в значительной мере благодаря его стараниям не снижало своей активности даже в самые трудные для отношений между нашими странами времена. Он также являлся членом президиума Советского Комитета солидарности стран Азии и Африки. В последние годы — почетный член российско-китайского комитета дружбы, мира и развития.
С марта 1987 года становится научным сотрудником Института военной истории Министерства обороны СССР, а затем — ведущим научным сотрудником и членом Ученого совета этого института. Его интересы концентрируются на исследовании современных проблем КНР, включая военно-политические аспекты, а также на вопросах геополитики и безопасности. Он принимал непосредственное участие в составлении и издании 11-го тома «Истории Второй мировой войны 1939—1945 годов». Его перу принадлежит целый ряд научных работ, затрагивающих темы победы Вооруженных сил СССР на Дальнем Востоке, хода второй мировой войны в азиатско-тихоокеанском регионе, конфликта на КВЖД, военного строительства в КНР и реформ в китайской армии.
Как историк-международник подготовил и издал более 100 научных трудов. За учебник «Внешняя политика Советского Союза» ему была присуждена Государственная премия СССР. Ряд книг Олега Борисовича издан в США, Японии, Китае, Гонконге, в некоторых европейских странах. В 2002 году вышел в свет его эпохальный труд «К истории отношений России-СССР с Китаем в XX веке».
Похоронен в Москве на Ваганьковском кладбище (25 уч.).

## Награды и звания
Награждён орденами Ленина, Октябрьской Революции, двумя орденами Трудового Красного Знамени, орденами Отечественной войны I степени, Дружбы народов, двумя медалями «За отвагу» и медалью за «оборону Москвы», отмечен также рядом зарубежных наград. За вклад в развитие науки О. Б. Рахманин удостоен серебряной медали имени П. Л. Капицы.
Орден Дружбы (1984, Чехословакия).
Действительный член РАЕН.

## Краткая библиография
- О. Б. Борисов. Борьба КПСС за единство и сплоченность революционных сил современности. Москва: Мысль, 1967
- О. Е. Владимиров. Страницы политической биографии Мао Цзэ-дуна. Москва: Политиздат, 1969
- О. Е. Владимиров. Незабываемые страницы истории и маоистские фальсификаторы. Москва: Знание, 1971
- О. Б. Борисов. Китайская проблема: 70-е годы: В 2-х вып. Москва. 1978
- О. Е. Владимиров. Страницы политической биографии Мао Цзэдуна. М.: Политиздат, 1980
- О. Б. Борисов. Внутренняя и внешняя политика Китая в 70-е годы. Москва : Политиздат, 1982
- O.Б. Борисов. Из истории советско-китайских отношений в 50-х годах: К дискуссии в КНР о Мао Цзэдуне. М.: Международные отношения. 1982.
- О. Б. Рахманин. Из китайских блокнотов. О культуре, традициях, обычаях Китая. М.: Наука, 1982
- О. Е. Владимиров. Советско-китайские отношения в сороковых-восьмидесятых годах. Москва : Международные отношения, 1984
- О. Б. Рахманин. К истории отношений России — СССР с Китаем в XX веке. М., 2002. ISBN 5-88451-119-1
- О. Б. Рахманин. Страницы пережитого. М.: ИДВ РАН, 2009. ISBN 978-5-8381-0189-3